# Strumento di cattura
Lo Strumento di cattura, anche detto Snipping Tool è un software freeware di Microsoft per la creazione di screenshot disponibile a partire dal sistema operativo Windows Vista.
Strumento di Cattura permette di catturare regioni specifiche rettangolari di schermo, finestre o di eseguire screenshot sull'intera schermata. supporta tutti i più recenti formati di immagine fra cui PNG, JPEG, Bitmap e Tiff. È ottimizzato per lavorare con i sistemi operativi Microsoft a 64 bit e secondo la stessa azienda produttrice sbaglia un pixel ogni 12 Megapixel. Per ottimizzare l'utilità degli screenshot la stessa finestra scompare quando l'utente invia il comando di eseguire un nuovo screenshot, in modo da non potersi autocatturare.